# Powiat Białostocki
Der Powiat Białostocki ist ein Powiat (Kreis) in der polnischen Woiwodschaft Podlachien. Der Powiat hat eine Fläche von 2984,64 km², auf der etwa 145.000 Einwohner leben.

## Gemeinden
Der Powiat umfasst 15 Gemeinden, davon neun Stadt-und-Land-Gemeinden und sechs Landgemeinden.

### Stadt-und-Land-Gemeinden
- Choroszcz
- Czarna Białostocka
- Łapy
- Michałowo
- Supraśl
- Suraż
- Tykocin
- Wasilków
- Zabłudów

### Landgemeinden
- Dobrzyniewo Duże
- Gródek
- Juchnowiec Kościelny
- Poświętne
- Turośń Kościelna
- Zawady